# Liveforfuck
Liveforfuck – album koncertowy grupy Kr’shna Brothers. Materiał zarejestrowano 28 stycznia 1994 roku, w studio "Giełda" w Poznaniu podczas koncertu dla radia "Merkury". Zespół wystąpił w następującym składzie:
- Jacek Adamczyk – śpiew, gitara
- Jarek Shadock-Szydłowski – gitara
- Witek Urbański – gitara basowa
- Tomasz Goehs – perkusja

## Lista utworów
1. "Tu i tam"
2. "To be or not to be with you"
3. "I am & I am not"
4. "Rise and fall down"
5. "Which die"
6. "Take me"
7. "Dni, których nie znamy"
8. "I fuck this moral obligation we know how to kill"
9. "Pole zielone"
10. "I F.O.K"
11. "I feel you"